# Тёмная башня (фильм)
«Тёмная башня» (англ. The Dark Tower) — американский научно-фантастический вестерн датского режиссёра Николая Арселя по мотивам одноимённого цикла романов Стивена Кинга. Мировая премьера фильма изначально была запланирована на 17 февраля 2017 года, но затем студия перенесла премьеру фильма на 28 июля 2017 года, позже на 3 августа 2017 года.

## Сюжет
11-летний мальчик Джейк Чеймберз, живущий в Нью-Йорке нашего времени, видит во сне загадочные видения, в которых присутствуют Тёмная Башня, Стрелок и Человек в чёрном, и зарисовывает их на бумаге. Его родители считают, что он психически болен, и собираются отправить его в клинику. Он сбегает из дома и попадает в другой мир, пройдя через магический портал в заброшенном доме. В другом мире он встречает последнего Стрелка Роланда Дискейна, который хочет убить Человека в чёрном, могущественного колдуна, известного как Уолтер О’Дим. Человек в чёрном служит Алому Королю и хочет разрушить Тёмную Башню, центр мироздания, удерживающий вселенную от тьмы и разрушения. В Срединном мире Роланд и Джейк сталкиваются с многочисленными опасностями и монстрами. Роланд показывает впечатляющие навыки владения своими револьверами. Джейк узнает, что он является Сияющим, то есть человеком с крайне мощными телепатическими способностями. Он в одиночку способен уничтожить Тёмную Башню. Уолтер хочет использовать Джейка для её разрушения. Мальчик попадает в руки тахинов, которые приводят его к Человеку в чёрном на базу Разрушителей-телепатов в Альгул Сьенто. Однако Роланд приходит на помощь и спасает Джейка, убив в ожесточенном бою Человека в чёрном с помощью своих револьверов и уничтожив базу телепатов. Роланд предлагает Джейку пойти с ним и стать новым Стрелком, на что Джейк с радостью соглашается. Они заходят в здание с изображением роз на воротах и отправляются в Срединный мир через магическую Дверь.

## В ролях
- Идрис Эльба — Роланд Дискейн / Стрелок
- Мэттью Макконахи — Уолтер Падик (Рэндалл Флэгг) / Человек в чёрном
- Том Тейлор — Джейк Чеймберз
- Кэтрин Винник — Лори Чеймберз
- Клаудия Ким — Арра Шампиньон
- Фрэн Кранц — Пимли
- Эбби Ли Кершоу — Тирана
- Джеки Эрл Хейли — Сэйр
- Деннис Хэйсберт — Стивен Дискейн
- Майкл Барбиери — Тимми
- Хосе Суньига — Доктор Хочкисс
- Алекс Макгрегор — Сьюзан Дельгадо
- Николас Хэмилтон — Лукас Хэнсон
- Карл Танинг — Отец Джейка
- Сара Сисилиан — Пьяная девушка
- Элла Гэбриел — Роуз

## Производство
Роланд выглядит как высокий и поджарый широкоплечий белый мужчина среднего возраста с выразительными чертами лица, чёрными волосами и голубыми глазами. Его лицо изрезано морщинами и потемнело от солнца.Он носит широкополую шляпу, рубашку, жилет, вылинявшие джинсы, сапоги на низком каблуке. Он заядлый курильщик со стажем, однако без проблем может обходиться без курения, если у него нет табака. После длительного разговора с Уолтером его волосы поседели, а после нападения на него омаров на морском побережье он лишился указательного и среднего пальца на правой руке и большого пальца на правой ноге.
По утверждению газеты «Аргументы и факты», Стивен Кинг продал права на экранизацию книги за 19 долларов и 19 центов.
В качестве режиссёров картины в разное время рассматривались Дж. Дж. Абрамс, Брайан Грейзер, Акива Голдсман, и Рон Ховард.
В качестве исполнителя главной роли рассматривались Рассел Кроу, Лиам Нисон, Хавьер Бардем, Кристиан Бейл и Мэттью Макконахи.
Это не совсем мой роман, но это тот дух и тон. И я очень счастлив.Стивен Кинг

## Критика
Фильм получил в основном отрицательные отзывы кинокритиков. На сайте Rotten Tomatoes его рейтинг составляет 15 % на основе 279 рецензий со средним баллом 4,1 из 10. На сайте Metacritic фильм имеет 34 балла из 100, основываясь на 46 рецензиях.
Питер Трэверс из Rolling Stone охарактеризовал фильм как «крупную осечку» и «нечестивый беспорядок, который не должен случиться с Кингом, а тем более с тем, кто платит за просмотр».
В 2020 году фильм был объявлен худшей экранизацией по версии читателей «Мира фантастики».

## Маркетинг
3 мая 2017 года вышел первый трейлер. 10 июля вышел второй трейлер.